# Justas Lasickas
Justas Lasickas (Vilna, 6 de octubre de 1997) es un futbolista lituano que juega de delantero en el H. N. K. Rijeka de la Primera Liga de Croacia.

## Selección nacional
Es internacional con la selección de fútbol de Lituania desde 2018, cuando debutó en un amistoso el 24 de marzo frente a la selección de fútbol de Georgia.

## Clubes
| Club                     | País      | Año       |
| ------------------------ | --------- | --------- |
| F. C. Žalgiris           | Lituania  | 2013-2018 |
| F. K. Zemun (cedido)     | Serbia    | 2017-2018 |
| Jagiellonia Białystok    | Polonia   | 2018-2019 |
| F. K. Voždovac           | Serbia    | 2020-2022 |
| N. K. Olimpija Ljubljana | Eslovenia | 2022-2025 |
| H. N. K. Rijeka          | Croacia   | 2025-     |

## Palmarés

### Títulos nacionales
| Título                    | Club                     | País      | Año     |
| ------------------------- | ------------------------ | --------- | ------- |
| A Lyga                    | F. C. Žalgiris           | Lituania  | 2014    |
| A Lyga                    | F. C. Žalgiris           | Lituania  | 2015    |
| Supercopa de Lituania     | F. C. Žalgiris           | Lituania  | 2016    |
| Copa de Lituania          | F. C. Žalgiris           | Lituania  | 2015-16 |
| Copa de Lituania          | F. C. Žalgiris           | Lituania  | 2016    |
| A Lyga                    | F. C. Žalgiris           | Lituania  | 2016    |
| Supercopa de Lituania     | F. C. Žalgiris           | Lituania  | 2017    |
| Primera Liga de Eslovenia | N. K. Olimpija Ljubljana | Eslovenia | 2022-23 |
| Copa de Eslovenia         | N. K. Olimpija Ljubljana | Eslovenia | 2022-23 |
| Primera Liga de Eslovenia | N. K. Olimpija Ljubljana | Eslovenia | 2024-25 |